# Göta älv

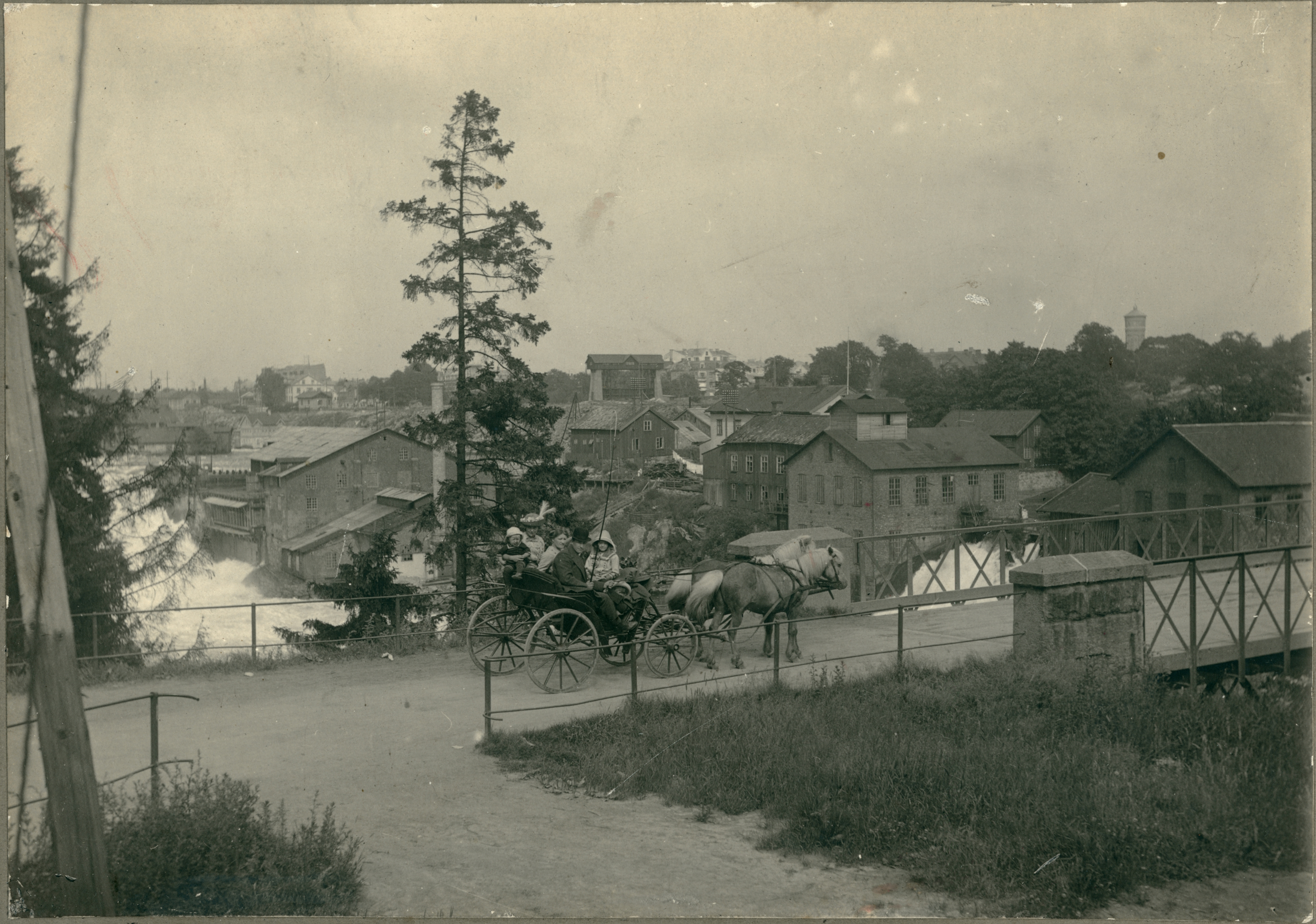
Bron över Göta älv i Trollhättan, troligen 1890-talet. Foto: Werner Lindhe.

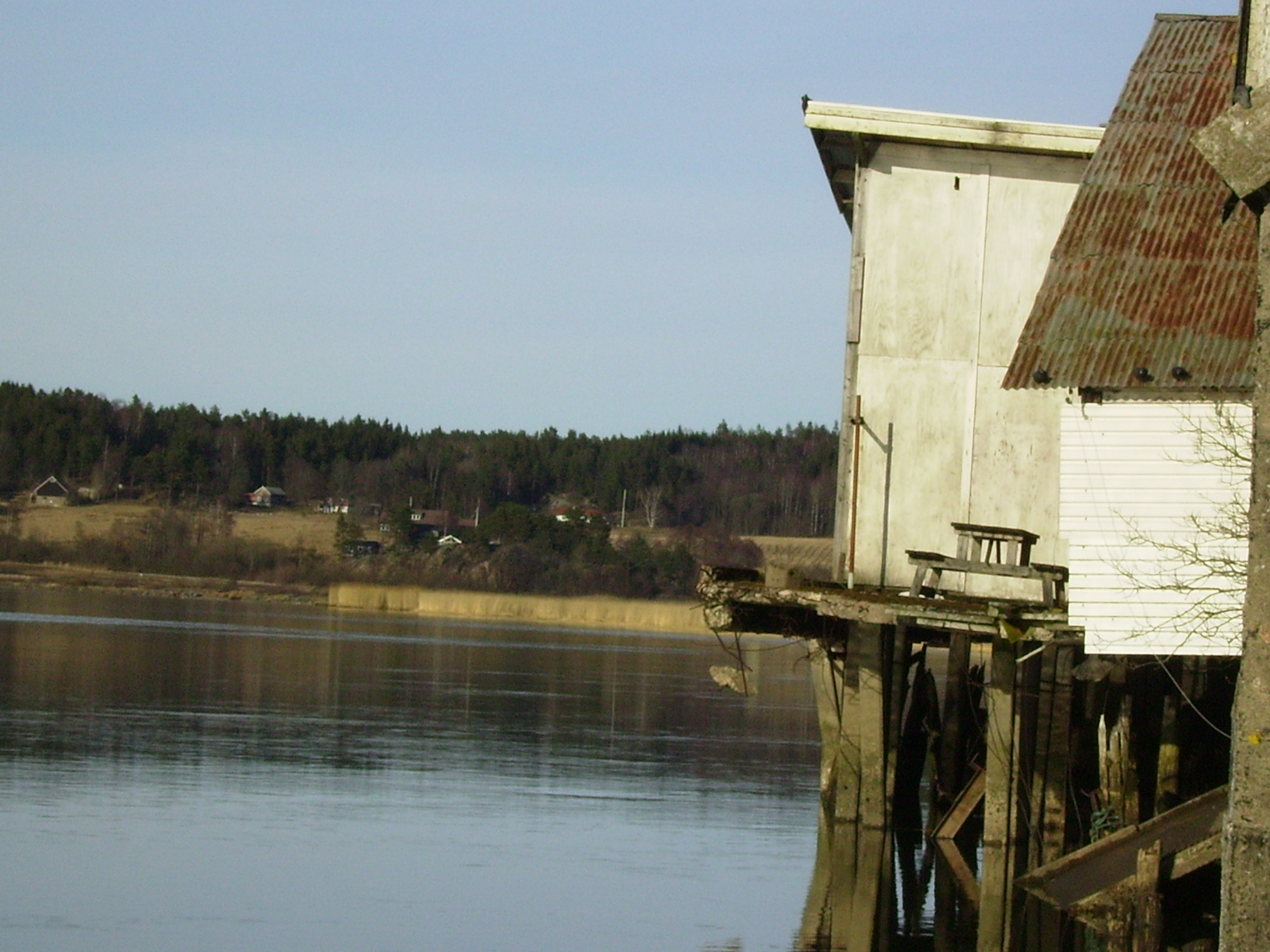
Göta älv vid P.A. Carlmarks i Älvängen. Mars 2009.

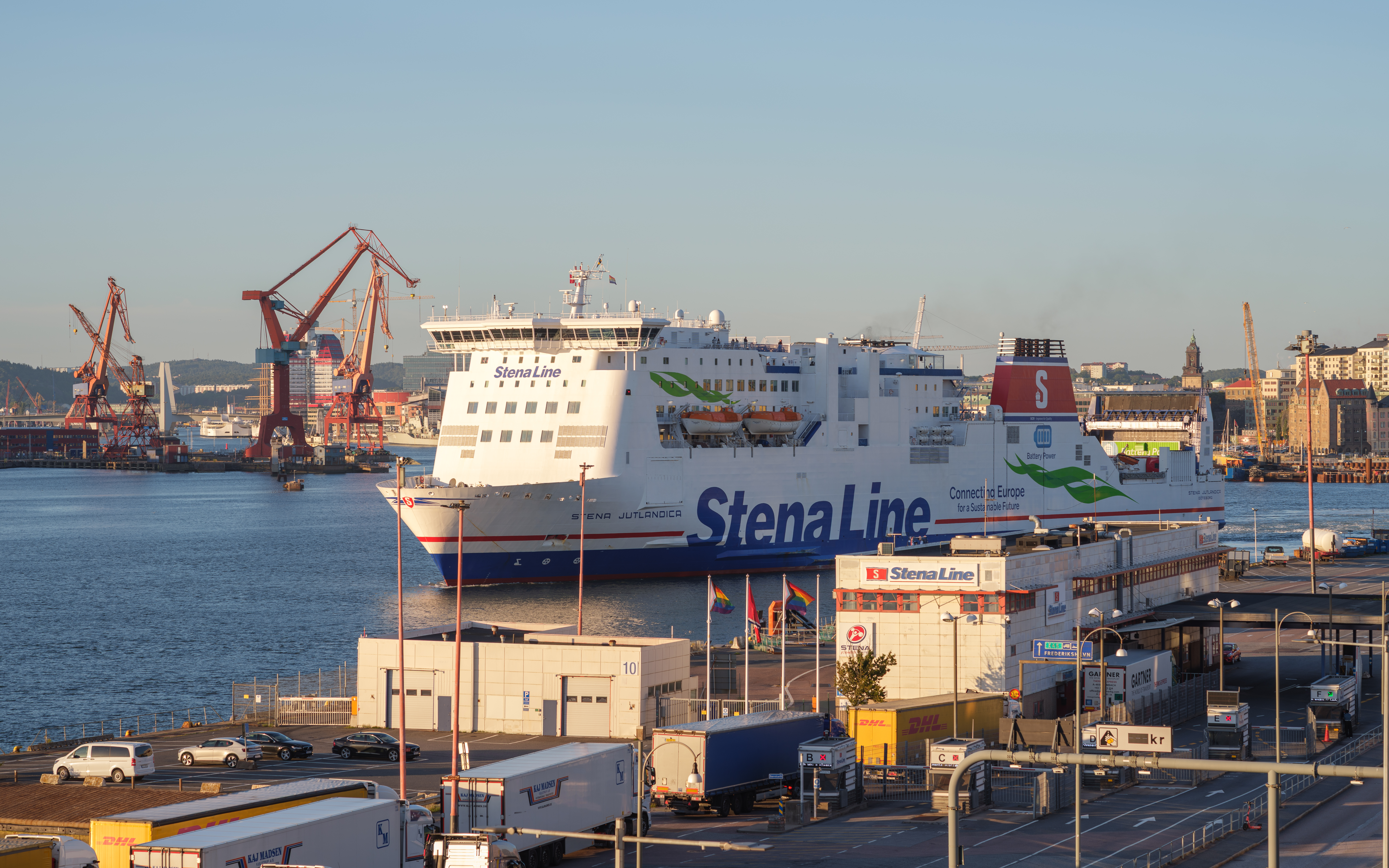
Vy från Masthugget mot Götaälv med Stenas färja Stena Jutlandica.

Göta älv är en stor flod i sydvästra Sverige. Den avvattnar Vänern och mynnar ut i Kattegatt i Göteborg på svenska västkusten. 
Vid inloppet från Vänern har staden Vänersborg anlagts. Totala höjdskillnaden ner till havsnivån är 44 meter, varav 32 meter historiskt har utgjorts av de väldiga Trollhättefallen. Dessa är idag normalt ersatta av vattenkraftverk och slussar (Trollhätte kanal). Resten av älven har ett lugnt flöde med cirka 12 meters nivåskillnad på 80 km. Vid Kungälv delar sig älven i två armar. Den östra armen heter fortsatt Göta älv och passerar genom Göteborg innan den mynnar i Älvsborgsfjorden i Kattegatt. Den andra flodarmen är Nordre älv, som mynnar 12 km längre norrut. Ön Hisingen utgör landet mellan de två flodarmarna. 
Älvens längd är 93 km. Tillsammans med Klarälven blir total längd 731 km. Avrinningsområdet om 50 000 km2 är Sveriges största. Medelvattenflödet om 565 m3/s är också högst i Sverige, men under vårfloden är många norrlandsälvar vattenrikare. 
Före freden i Roskilde 1658 var Göta älv delvis gränsflod mellan Sverige och Norge, mellan landskapen Västergötland och Bohuslän. Idag ligger floden helt inom Västra Götalands län.

## Vattenföring och topografi

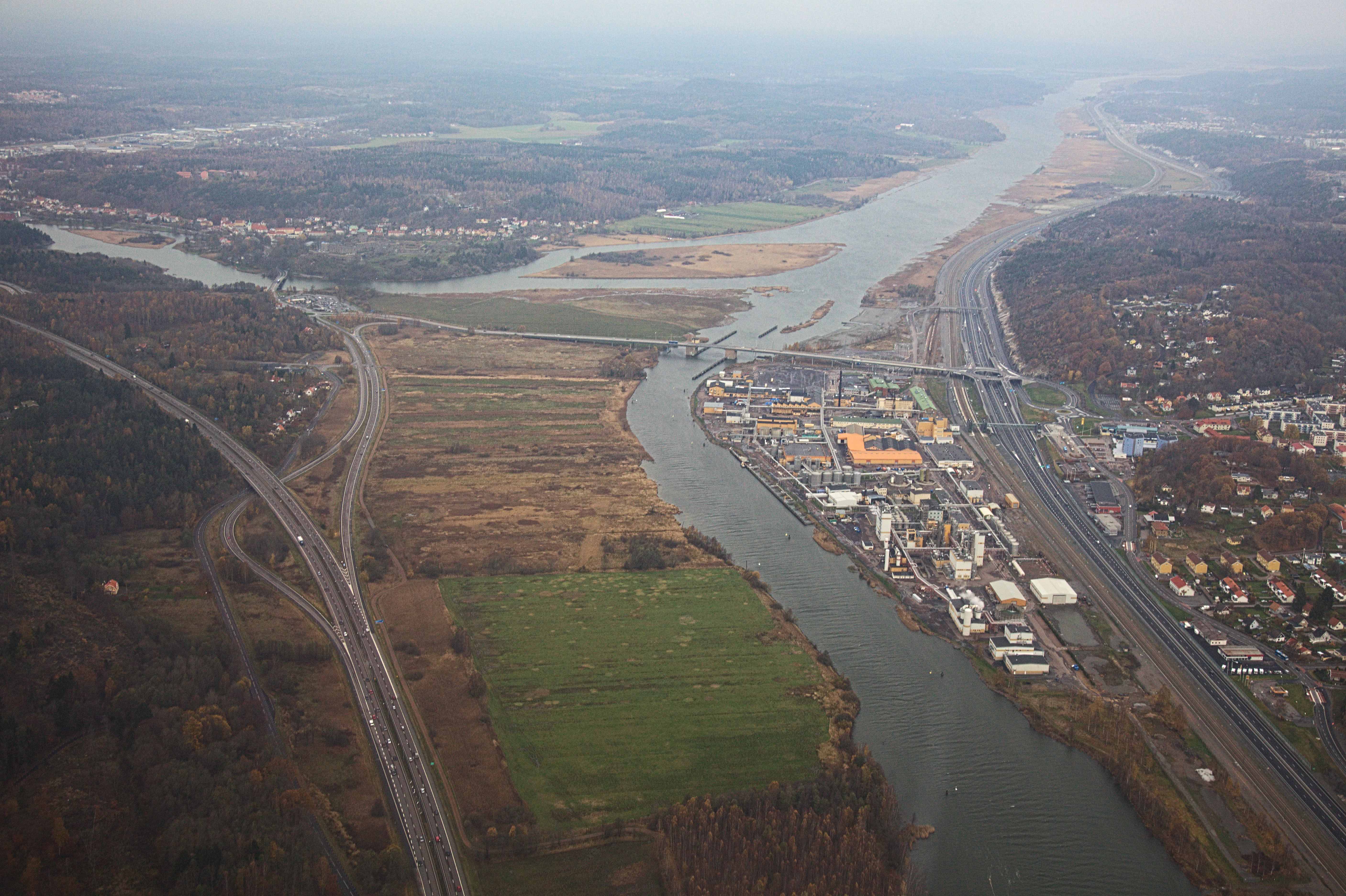
Bifurkationen där Göta älv delar sig. Göta älv rinner uppifrån och Nordre älv tar av åt vänster i bild.

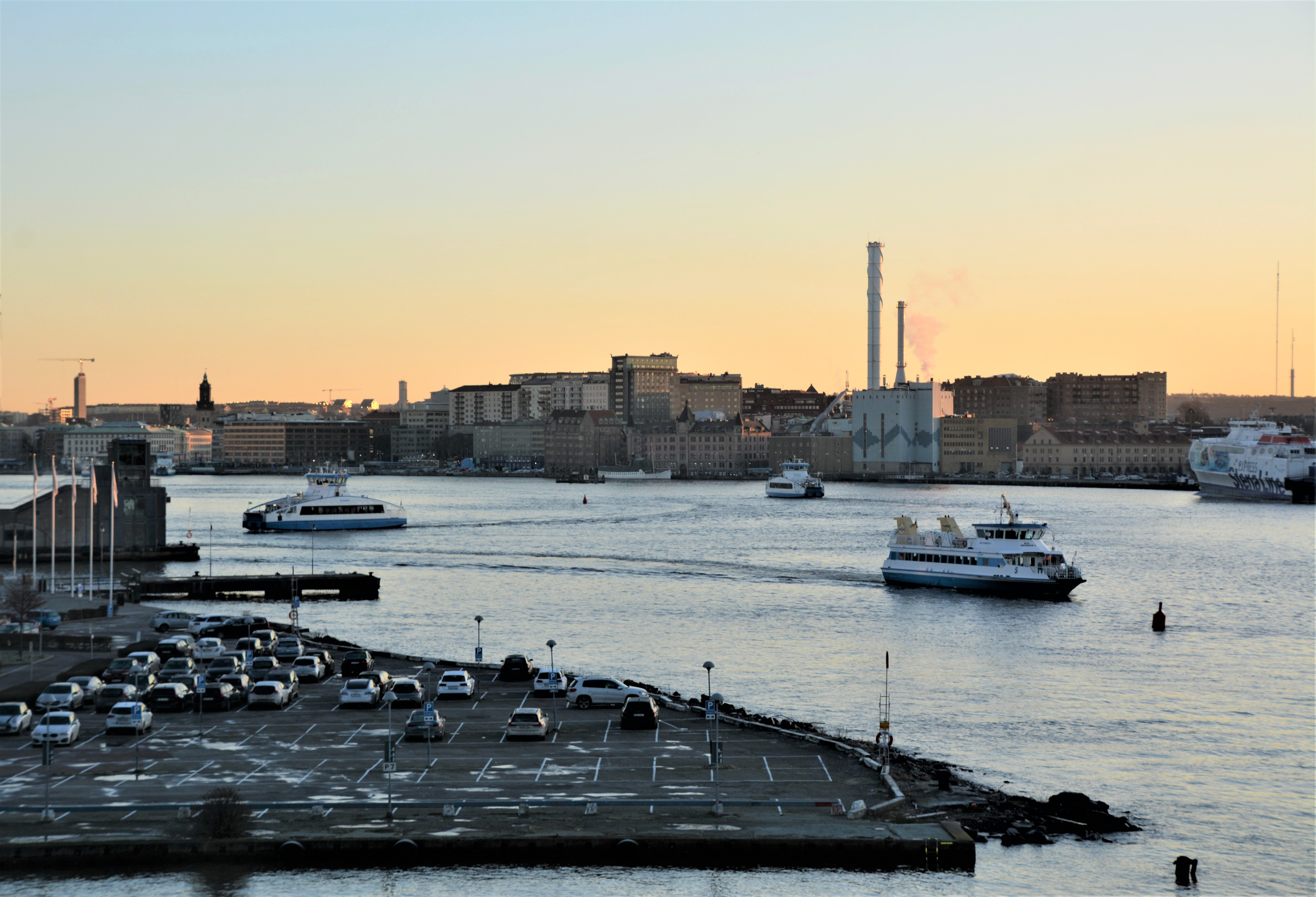
Färjorna Elvy, Älvfrida och Älv-Snabben på väg till och från Lindholmenspiren en decembermorgon 2019

Medelvattenföringen vid mynningen är cirka 570 kubikmeter i sekunden, med ett maxflöde på cirka 1 000 kubikmeter per sekund (genomsnitt för perioden 1961–1990). Avrinningsområdet är 50 229 kvadratkilometer (inklusive Vänerns alla tillflöden), varav 42 468 kvadratkilometer i Sverige och resten i Norge. Göta älvs dalgång är ett cirka 850 kvadratkilometer stort område, i en cirka 4 kilometer bred korridor längs Göta älv, från Vänern till Agnesberg i Göteborgs kommun. Därefter fortsätter dalgången som tektonisk zon tvärs över Säveådalen och går mot Kungsbacka, där den löper vidare på östsidan av Onsalalandet. Ännu längre söderut fortsätter sprickzonen ut i Kattegatts urberg.
Topografin är 0–100 meter över älvens yta, medan den relativa reliefen – avståndet mellan högsta och lägsta nivå hos bergytan i dalgången – uppgår till 200–250 meter, vilket är i nivå med de djupaste fjordarna i Bohuslän.

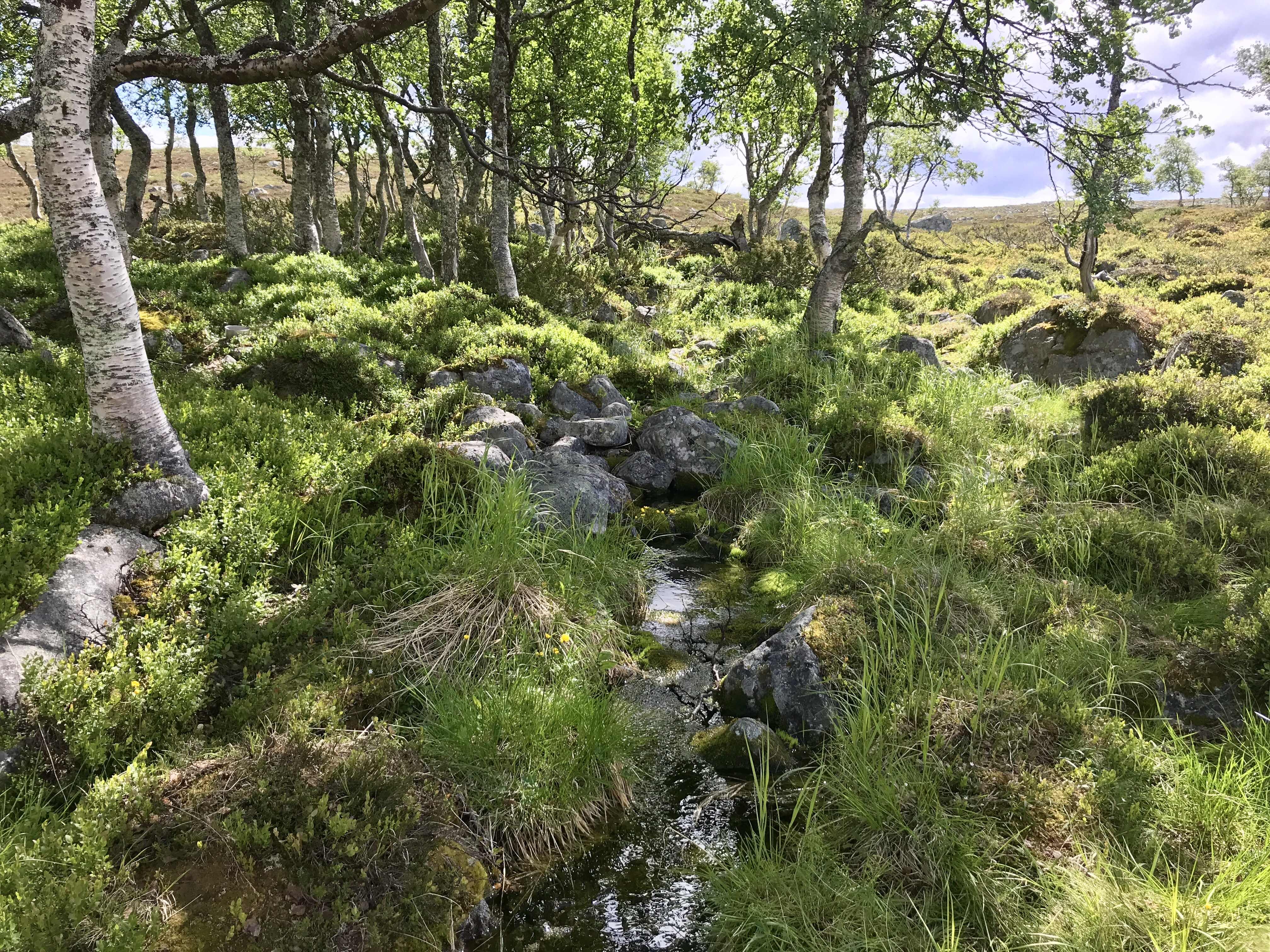
Klarälvens/Göta älvs källa på nordöstsluttningen av fjället Brändstöten i Härjedalen.

Både med avseende på vattenföring och avrinningsområde är Göta älv Sveriges största vattendrag. Vänerns största tillflöde är Klarälven. Räknat från Klarälvens källa, som ligger i västra Härjedalen, utgör Göta älv dessutom sista biten i Sveriges längsta vattendrag, vanligen benämnt Göta älv–Klarälven, med en totallängd på 756 kilometer från källan till havet.
Den egentliga Göta älv lämnar Vänern vid Vargön, strax öster om Vänersborg, går söderut via Trollhättan, Lilla Edet, Ale och Kungälv, där den delar sig i två armar. Den norra armen kallas Nordre älv, medan den södra behåller namnet Göta älv (även kallad Göteborgsgrenen). Båda rinner ut i Kattegatt, på en dryg mils avstånd från varandra. Mellan dessa två älvarmar ligger ön Hisingen. Upp till 75 procent av vattenföringen går ut i Nordre älv. Rinntiden från Vänern till havet är 1,5–5 dagar. Den totala fallhöjden mellan Vänern och havet är 44 meter. Vid kraftverksdammen i Trollhättan sänker sig vattenytan cirka 33 meter genom Trollhättefallen.
Gränsen mellan älven och havet vid mynningen går enligt Fiskeriverket längs en linje från nordligaste udden på Älvnabben vid Västerberget i Långedrag över Knippelholmens fyr till västra piren vid Arendals småbåtshamn på Hisingen.
En av de viktigaste användningarna av älven är som vattentäkt för dricksvatten för inemot 700 000 personer, som får sitt vatten helt eller delvis från Göta älv. Älven används också av industrin för kyl- och processvatten, som recipient för avloppsvatten, för kraftproduktion och som farled.
1937 trädde Vänernregleringen i kraft. Sedan dess är vattenföringen reglerad såväl dygnsvis som över längre tid. Olika risker måste vägas mot varandra: de ökade riskerna för översvämningar uppströms Vänern till följd av klimatförändringen vägs mot riskerna för fler jordskred nedströms Vänern.
Göta älvs vattenvårdsförbund bildades 1957, för att få kontroll över de vid denna tid kraftiga föroreningarna. Enligt förbundet var nivån på organiska föroreningar år 2000 nere på 1905 års nivå.
(Notera att listorna nedan i möjligaste mån är organiserade medströms.)

## Namnet
Adam av Bremen omtalade i Gesta Hammaburgensis ecclesiae pontificum från omkring 1070 och bevarad i en avskrift från 1200-talet Göta älv både som Albis, en latinisering av den germanska formen av ordet älv, och som Gothelba, en latinisering av det fornvästnordiska Gautelfr. Båda benämningarna har sin motsvarighet i fornvästnordiska skrifter. Snorre Sturlasson kallade före 1240 älven för enbart Elfin. Namnet skrevs på 1200-talet Gautelfr, omkring 1325 Elfr, 1644 Stora Elffwan och först 1686 Giötha Ellf. Att kalla älven för enbart Älven har sin motsvarighet i tyska Elbe.
Det finns två tolkningar av Gautelfr. Enligt den ena kan förleden härledas till substantivet gaut med betydelsen "utgjutning, utflöde, utlopp", syftande på älvens inlopp från Vänern. Enligt den andra tolkningen, som är den nu förhärskande, syftar förleden på folkslaget götar och Gautelfr skulle då helt enkelt stå för "götarnas älv".

## Geologisk utveckling
Stora förändringar har skett från isavsmältningen och fram till idag. Inlandsisen försvann från Göteborgsområdet för cirka 14500 år sedan. Drygt 2000 år senare hade isen smält bort från hela Götaälvdalen. Den snabba landhöjningen medförde att älvdalen för 11000 år sedan utvecklades från skärgård till ett havssund. Vänern var som ett innanhav med förbindelser till öppet hav via ett antal trånga sund. Vid denna tid låg fortfarande inlandsisen över norra Vänernområdet. För drygt 10000 år sedan, i samband med att klimatet blev varmare, blev Vänern en insjö.
Göta älvdalens berggrund domineras av gnejs, men har även inslag av diabas och granit. Göta älvdalen är en utpräglad sprickdal med både väl utbildade och oregelbundna dalsidor. Älvdalens ravinlandskap har bildats genom vattenerosion, ras och skred. Dalgången avgränsas av karga berg som reser sig cirka 100 m över dalbotten.
När inlandsisen smälte bort kom stora mängder suspenderade silt- och lerpartiklar att föras ut i havet där de avsattes som glacial lera. Nära iskanten och vid stora flöden av smältvatten bildades glacial lera. Efter isavsmältningen har delar av den glaciala leran och andra jordarter successivt eroderats. En ny jordart har bildats, som benämns postglacial lera. När klimatet blev varmare började också en hel del organiskt material som till exempel alger att inlagras i lerorna. Glacial lera utgör den helt dominerande jordarten och lermäktigheten är normalt större i de södra delarna än i de norra.
Tidigare delade sig älven ovanför Lindholmen i Göteborgs hamnbassäng. Den ena grenen var den ännu existerande älvfåran, den andra var Kvillen, ej att förväxla med Kvillebäcken. Kvillen passerade mellan Ramberget och Lindholmen och fortsatte genom Sannegårdsviken till dess att den förenade sig med huvudfåran mellan Slotts- och Sörhallsbergen.

## Farled
Trollhätte kanal är farleden genom Göta älv från Vänern till Kattegatt med anslutande slussverk (i Vänersborg, Trollhättan och Lilla Edet) och kanaler.

## Övrig trafik

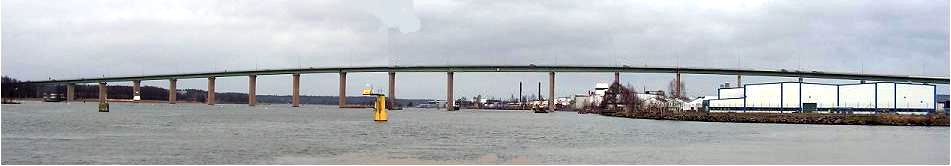
Stallbackabron

### Broar
Se även Trollhätte kanal och Nordre älv.
- Stålbron, järnvägsbro över Göta älv, byggdes ursprungligen för Uddevalla-Vänersborg-Herrljunga Järnväg (UWHJ) 1867
- Landsvägsbro över Göta älv mellan Vänersborg och Vargön, Östra vägen / Länsväg 2050
- Stallbackabron, E45, Trollhättan, frihöjd 28 meter, 1981
- Lyftbron, järnvägsbro, Trollhättan, maximal frihöjd 27 meter, 2001

Fortsätter i en fast järnvägsbro.
1877–1913 fanns en provisorisk svängbro på platsen, som 1913 ersattes av en permanent. Ursprungligen byggd för Bergslagernas Järnvägar (BJ).
- Stridsbergsbronär en klaffbro under uppförande
- Nydqvist & Holms järnvägsbro
- Olidebron en gångbro, 2016

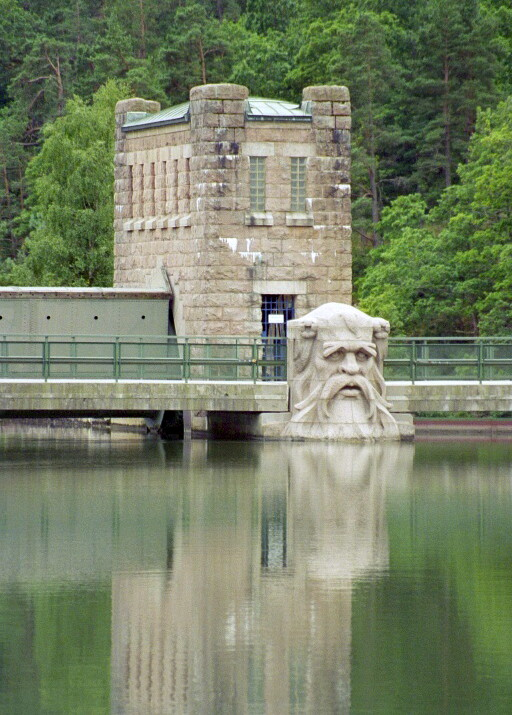
Strömkarlsbron

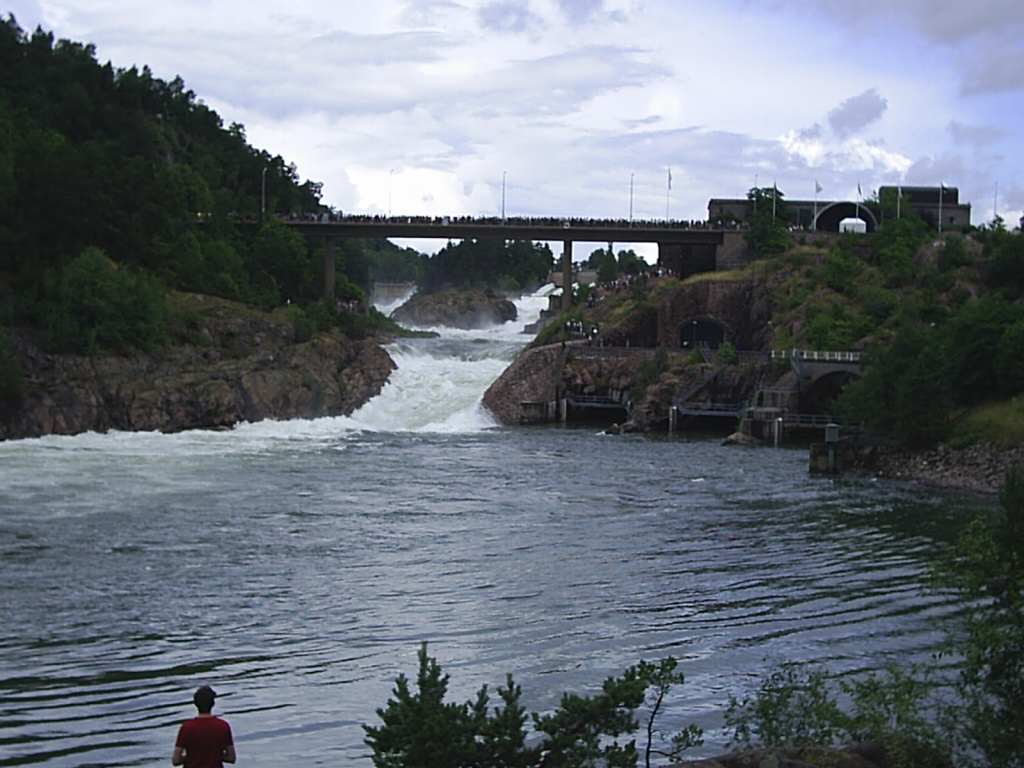
Oscarsbron

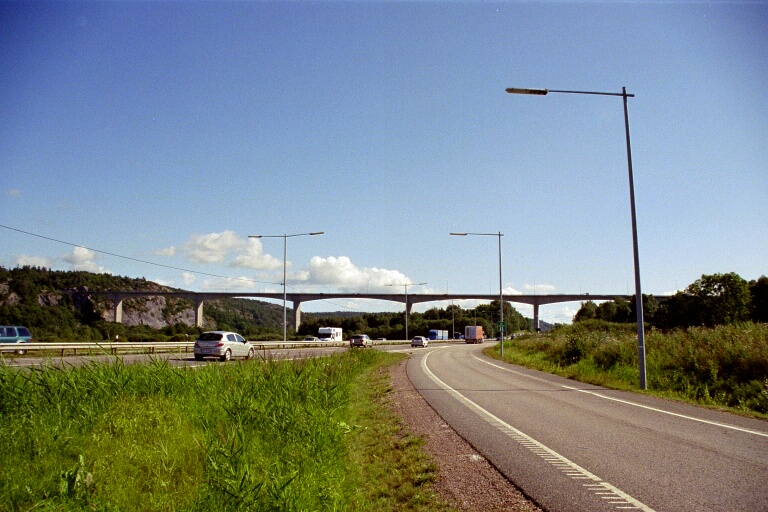
Angeredsbron

I Trollhättan finns ett antal broar till och från öarna i älven. Dessa korsar inte farleden:
- Mossbergsbron, mellan Mossberget och Hjulkvarnsholmen
- Lilla Spiköbron, mellan Prästskedesholmen och Mossberget
- Spiköbron, mellan Spikön och västra älvstranden, 1941
- Malgöbron, mellan Spikön och Malgön, 1990

Ersatte en äldre bro.
- Strömkarlsbron, mellan Malgön och västra älvstranden via Gullön, 1908
- Stora Luckans betongbro, över Olidans regleringskanal, mellan Spikön och Malgön via Åker, 1915
- Kyrkbron, över Olidans och Hojums intagningskanaler, mellan Åker och Toppön via Malgön
- Oscarsbron, mellan Toppön och västra älvstranden, 1969

Det har även funnits en äldre Kung Oscars bro på samma plats.
- Betongbron vid Olidans reparationshall över Olidans intagningskanal, 1921
- Flottbergsbron, en hängbro nedströms Olidestationen. Ursprungligen använd vid utbyggnaden av Olidestationen.

Nedströms Trollhättan:

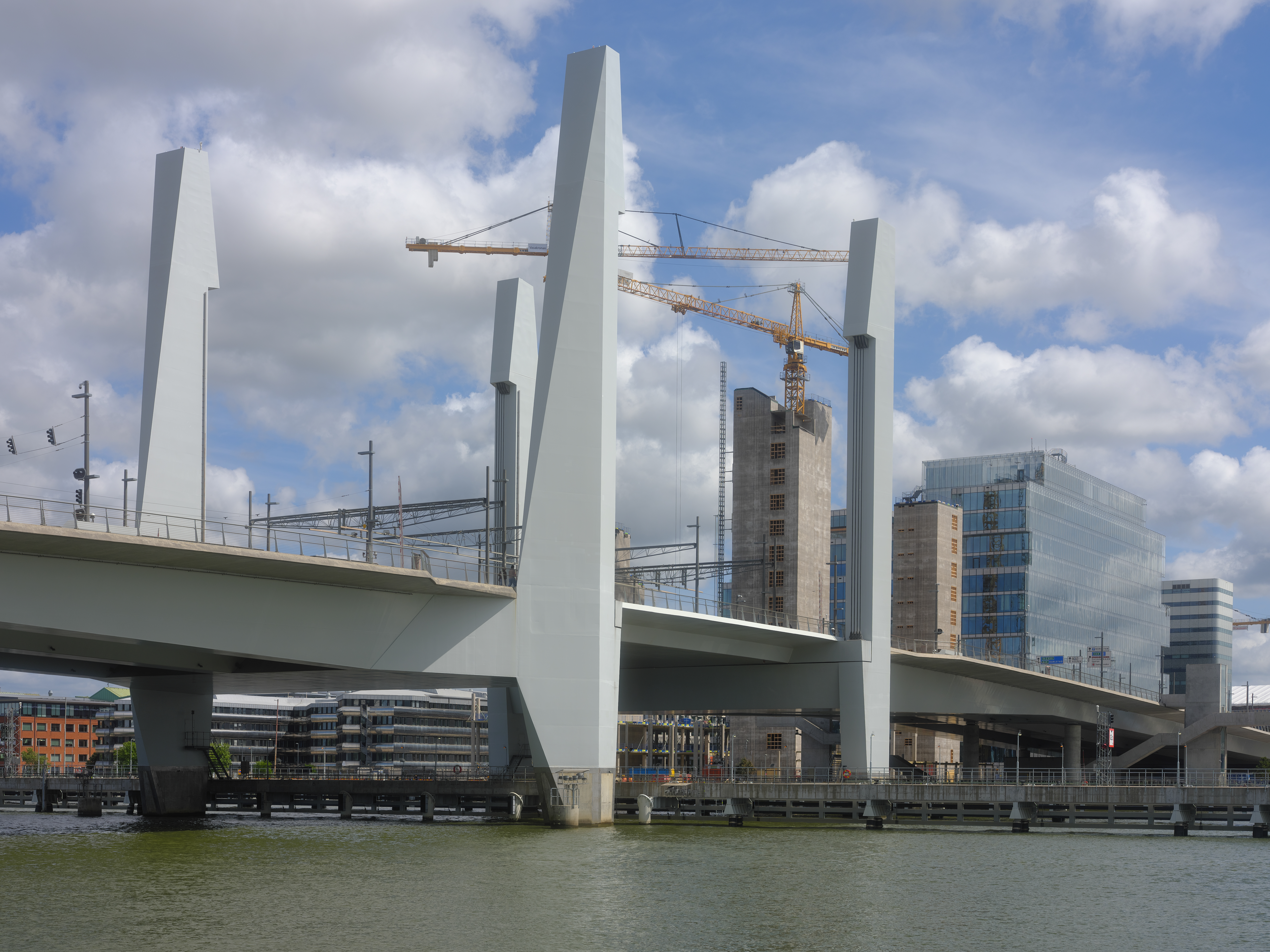
Hisingsbron.

- Lilla Edetbron, klaffbro, 1926. Nedmonterad, ersatt av Nya Lilla Edetbron.
- Lilla Edetbron, klaffbro, någon gång mellan 1978 och 1980
- Bron till Tjurholmen, Romelanda socken
- Jordfallsbron, Bohus, klaffbro, 1965
- Angeredsbron, frihöjd 47 meter, 1978
- Orrekulla bro, Agnesberg vid Nyebro, Kärra i Säve, cirka 1680–1786. Bron hade flyttats från Lärjeholmen,[19] och ersattes kring 1786 av en ny bro som fanns här till cirka 1820
- Marieholmsbron, järnvägsbro, svängbro, 1908, ersatt 1996
- Södra Marieholmsbron, järnvägsbro, lyftsvängbro, 2016
- Hisingsbron, bil- och spårvägstrafik, lyftsvängbro, 2021
- Götaälvbron, bil- och spårvägstrafik, klaffbro, 1939-2022
- Hisingsbron (1874), svängbro, 1874–1968
- Älvsborgsbron, frihöjd 45 meter, 1966

### Tunnlar
- Tingstadstunneln, E6, 1968
- Marieholmstunneln, E6, 2020

### Färjelägen
Se även Nordre älv och Göteborgs hamn.
- Bohus, Nödinge socken – Eriksdal, Rödbo, Hisingen, Göteborg -1965
- Agnesberg, Göteborg – Nyebro, Skälltorp, Hisingen -1978

### Ångbåtstrafik
Huvudartikel Göta älvs ångbåtslinjer. Se även Göta kanal.
Lokal passagerartrafik i linjefart på Göta älv och Nordre älv pågick från 1830-talet till 1950-talet. Innan tågtrafiken på Bergslagsbanan mellan Göteborg och Trollhättan började 1877, var ångbåt det snabbaste färdmedlet på sträckan.

## Naturresurser och miljö

### Kraftstationer
I slutet av 1800-talet började vattenkraftverk att byggas för elproduktion i Sverige. De första kraftstationerna anlades på 1880-talet för att förse städer och industrier med belysning. I början av 1900-talet bestämde sig staten för att bli företagare i kraftverksbranschen och byggandet av det första kraftverket i Göta älv bidrog till "det moderna Sveriges födelse." Bygget av slussar och kraftstationer medförde att Göta älv kunde nyttjas för transport- och industriverksamheter.
Vattenkraftverken utnyttjar älvens fallhöjd och vattenflöde. Det är med andra ord vattnets lägesenergi mellan två nivåer som utnyttjas för att skapa elektricitet. För att öka fallhöjden och kunna lagra vatten bygger man dammar. Dammarna skapar stora vattenmagasin som gör det möjligt att anpassa elproduktionen efter säsong och användning. Överskottsvatten, som kan bildas vid snösmältning och höstregn, kan lagras för att användas under de perioder när mer el behövs. Vänern, Sveriges största sjö, har det största vattenmagasinet i Sverige och det tar cirka nio år att byta ut allt vatten i Vänern. Av Vänerns totala volym, som uppgår till 153000 miljoner kubikmeter, är cirka 6 procent (9180 miljoner kubikmeter) möjliga att utnyttja för vattenkraft.
Första etappen av Olidanstationen invigdes 1910, och stationen var färdigbyggd 1921. Olidan var det första större vattenkraftsprojektet i Sverige, anpassat för en vattenföring på 250 kubikmeter per sekund och var Sveriges största kraftstation ända in på 1940-talet. I dag klarar anläggningen 950 kubikmeter per sekund och effekten är 220 megawatt. På  Fallens dag öppnas dammarna och dagens turister kan få uppleva lite av de forna fallens mäktighet.
Det finns i dag cirka 1800 vattenkraftverk i Sverige och av dem är drygt 200 större med definitionen att de har en effekt på 10 megawatt eller mer. Kraftverken i Norrland svarar för cirka 80 procent av vattenkraftsproduktionen i Sverige, där Stornorrfors i Umeå älv, med en årsproduktion på 2 252 GWh , är det största vattenkraftverket. I södra Sverige är Göta älv en betydande kraftleverantör. År 2004 producerade Göta älv 1,4 terawattimmar, vilket motsvarar 4 procent av Sveriges vattenkraftsproduktion och elbehovet för cirka 80 000 eluppvärmda småhus. Som jämförelse kan nämnas att det i Lule älv producerades 13,2 terawattimmar år 2004.
- Vargöns kraftverk, 1934
- Hojums kraftverk, Trollhättan, 1942
- Olidans kraftverk, Trollhättan, 1910
- Lilla Edets kraftverk, 1926

### Råvattentäkt
Älven utgör råvattentäkt för kommunerna Trollhättan, Lilla Edet, Ale, Kungälv, Göteborg, Mölndal, Partille och Öckerö.
Vid råvattenintaget vid Lärjeholm tas det in cirka 2 000 liter vatten per sekund. Det är mindre än en halv procent av älvens flöde. Ungefär hälften av det vatten som tas in leds direkt till vattenverket Alelyckan. Resten pumpas genom en bergtunnel till  Delsjöarna som fungerar som råvattenmagasin för det andra vattenverket, Lackarebäck. De två vattenverken producerar tillsammans 170 miljoner liter dricksvatten varje dygn, vilket pumpas ut i det nästan 180 mil långa ledningsnätet. Göteborg vatten har sju mätstationer längs älven som kan rapportera förhöjda halter av vissa föroreningar. Det finns även ett samarbete med räddningstjänsten och kommuner uppströms om att rapportera olyckor och utsläpp. Vid indikationer eller misstankar om försämrad vattenkvalitet stängs intaget vid Lärjeholm och allt råvatten tas från Delsjöarna. Vatten kan vid behov också pumpas från Rådasjön till Delsjöarna eller till vattenverket vid Lackarebäck. Tillsammans klarar Delsjöarna och Rådasjön Göteborgs råvattenförsörjning i mer än en månad. Råvattenintaget vid Lärjeholm stängs ungefär 100 dagar om året, och den vanligaste orsaken till detta är att saltvatten från havet tränger in vid pålandsvind eller andra väderfenomen. Vid risk för saltvatteninträngning kan skärmen i Ormo skärmanläggning aktiveras, vilket omfördelar flöde från Nordre älv till Göteborgsgrenen. Det högre flödet gör att gränsen mellan sött och salt vatten hamnar närmare havet.
Vattenverken är:
- Alelyckan, Gamlestaden. Intaget sker vid Lärjeholm vid Lärjeåns utlopp.
- Lackarebäck,  Mölndal. Intaget sker i västra Stora delsjön, bergtunneln från älven mynnar i lilla delsjön.

Råvattenkvalitet: I sju mätstationer, från Vänerns utlopp till råvattenintaget vid Lärjeholm, övervakas vattenkvaliteten kontinuerligt. Mätvärden för pH, turbiditet (grumlighet), konduktivitet (salthalt) och redoxpotential (syra/basförhållande) överförs till kontrollrummet på Alelyckans vattenverk och provtagning kan automatiskt starta om vattenkvaliteten skulle avvika från det normala. Utöver detta finns ett omfattande provtagningsprogram såväl på vattnet i Göta älv som på det råvatten som tas in på vattenverken. Totalt analyseras ett 70-tal ämnen (parametrar).
Råvattenskydd: Råvattentäkterna kan sägas utgöra en sårbar del i dricksvattenförsörjningen eftersom de påverkas av de verksamheter och aktiviteter som förekommer inom det aktuella avrinningsområdet. De måste därför skyddas mot utsläpp, föroreningar och sådan användning av mark och vatten som på sikt kan påverka vattenkvaliteten negativt. Göta älvs skyddsområde omfattar ett cirka 28 kvadratkilometer stort område från Lärjeholm i söder till Surte hamn i norr. Rinntiden från skyddsområdets norra gräns ner till råvattenintaget vid Lärjeholm är tre timmar.

### Sportfiske
Sportfiskemöjligheterna i Göta älv är mycket goda. De mest betydelsefulla arterna för sportfisket är lax, öring, gädda, abborre, ål, sik och karpfisk som mört, id och braxen. Nordre Älv har ett av Västsveriges bästa gäddvatten och laxfisket i Göta älv är ett av de förnämsta i landet. Lilla Edets laxfiske nedströms Lilla Edets kraftverk är kanske Sveriges bästa laxfiskeplats. Under år 2000 fångades över 2000 laxar på den 700 meter långa sträckan, vilket motsvarar lika många laxar som totalt fångades i alla andra västkustälvar under samma år.
Göta älvs ursprungliga laxstam dog sannolikt ut i samband med den omfattande vattenkraftverksutbyggnaden i Trollhättan och Lilla Edet under 1900-talets första hälft. Regleringen av Vänern innebar att den unika Göta älvlaxen försvann, medan biflödena Säveån och Grönån har lyckats behålla sina. De senaste årens återinplantering av genetiskt närstående lax från Säveån har dock gjort Göta älv till en av Sveriges bästa laxfiskevatten. Laxen i Säveån, Grönån och Göta älv uppehåller sig som vuxen i Nordatlanten, men vandrar under leken åter upp i dessa vattendrag.
Göta älv är en av Sveriges fiskrikaste älvar. Även artrikedomen är stor; av 59 svenska insjöfiskar (enligt Naturhistoriska Riksmuseet), är 35 arter belagda i Göta älv. Förutom de som nämnts ovan även vimma, färna, stäm, bäcknejonöga, björkna, ruda och elritsa. Sex arter är rödlistade: havsnejonöga, hornsimpa och öring klassas som hänsynskrävande; faren klassas som sällsynt; medan lax och asp är klassade som sårbara. Härutöver klassas två arter som försvunna: harr och atlantisk stör.
Den senaste stören som säkert observerats nära Göta älv, fångades 1985 utanför Hanstholm på Jylland och vägde 137 kilo.

### Fiskodling
Det finns två fiskodlingar i anslutning till Göta älvs avrinningsområde nedströms Vänern. En laxodling finns i Anten och en vid Delsjön (Sjölyckans fiskodling). Tidigare fanns också en fiskodling vid Vargön utanför Vänersborg, men denna är nedlagd.
Sjölyckans fiskodling vid Delsjön producerar nästan bara laxsmolt för utsättning i Göta älv, men även i Mölndalsån. Totalt sätts cirka 30000 laxsmolt ut varje år. Förutom lax odlas öring i ett mindre antal. Verksamheten vid Antens fiskodling har minskat betydligt under senare år.

### Reningsverk
Reningsverk finns i området. Bland annat Ryaverket vid Hisingen i Göteborg.

## Tillverkning

### Varv
Det har funnits minst 33 varv mellan Vänersborg och Göteborg. Många har varit små och lokala. De större är:
- Torskogs Mekaniska Verkstad, Västerlanda socken, 1865-?
- Lödöse varv, Sankt Peders församling, 1300-talet – 1985
- Götaverken (Göteborgs Mekaniska Verkstad), Brämaregården, Hisingen, Göteborg, 1841–1977
- Cityvarvet, Brämaregården
- Lindholmens varv, Brämaregården, 1844–1976
- Eriksbergs Mekaniska Verkstads AB, Sannegården, Hisingen, 1853–1978
- Arendalsvarvet, Arendal, Hisingen 1963–1989
- Gamla Varvet (Amiralitetsvarvet), i nuvarande Stigberget, Göteborg
- Nya Varvet, Hagen, Göteborg

### Industrier
Älven som transportled samt tillgången på vattenkraft, gav Göta älvdalen en kraftig industriell expansion från mitten av 1800-talet.
Se även Nordre älv, Säveån och Mölndalsån.
| - Wargöns AB - Vargön Alloys AB - Saab Automobile AB, Trollhättan - Volvo Aero, Trollhättan - AB Ferrolegeringar, Trollhättan - Stridsberg & Biörck, Trollhättan - Trollhättans pappersbruk, 1880-? - Gustaf de Lavals karbidfabrik, Trollhättan, 1896-? - NOHAB, Nydqvist & Holm, Trollhättan - AB Sjuntorp (vid Slumpån) - Edets Bruk, Lilla Edet - Göta Bruk, 1905–1980 - P A Carlmarks repslageri, Älvängen, 1917–2003 - Wicanders korkfabriker, Älvängen, 1946–1990 och Gårda (vid Mölndalsån), nuvarande Heden, Göteborg - Ahlafors spinneri (vid Hältorpsån), 1855–1966 - Tudor, Nol, 1914–1999 | - Perstorp Oxo (tidigare Neste Oxo), Nol - Höganäs-Bohusverken, Stora Viken, Bohus, 1958–1992 - Ledu (tidigare Wasoverken), Stora Viken, Bohus nedlagd 1995 - Eka Chemicals AB, Bohus, 1924– - Surte glasbruk, 1862–1978 - SKF, Gamlestaden, Göteborg, 1907- - Pripps bryggeri, Stampen, Göteborg, 1828–1974 - Hasselblad AB, Inom Vallgraven, Göteborg - Rörstrands fabrik, Brämaregården, Hisingen, Göteborg, 1926–1936 - Qville Mekaniska Verkstad, Brämaregården - Preems raffinaderi, Arendal, Hisingen - Shells raffinaderi, Torslanda, Hisingen - Volvo Personvagnar, Torslanda - Volvokoncernen, Torslanda och Lundby, Hisingen - Carnegie sockerbruk, Kungsladugård, Göteborg, 1808–1976 |  |

## Administration och befolkning

### Kommuner och tätorter
Se även Nordre älv, Säveån och Mölndalsån.
| - Vänersborgs kommun, f.d. Älvsborgs län - Vänersborg - Vargön - Trollhättans kommun, f.d. Älvsborgs län - Trollhättan - Sjuntorp (vid Slumpån) - Lilla Edets kommun, f.d. Älvsborgs län - Lilla Edet - Göta - Lödöse - Nygård (vid Gårdaån) - Hjärtum | - Ale kommun, f.d. Älvsborgs län - Alvhem - Skepplanda (vid Grönån) - Älvängen - Nödinge-Nol (inklusive Alafors, Nol och Nödinge) - Surte (inklusive Bohus) - Kungälvs kommun, f.d. Göteborgs och Bohus län - Diseröd - Göteborgs kommun, f.d. Göteborgs och Bohus län - Göteborg (inklusive Mölndal och Partille) |  |

| - Vänersborg 1644–1970 - Brätte 1619–1643 - Trollhättan 1916–1970 - Lödöse –1526 och 1586–1646 - Nya Lödöse 1473–1620 - Kungälv ? - 1970 - Göteborg 1621–1970 - Karl IX:s Göteborg 1603–1611 - Älvsborg 1545–1570 - Lilla Edet 1950–1970 | - Väne härad, Västergötland - Flundre härad, Västergötland - Inlands Torpe härad, Bohuslän - Ale härad, Västergötland - Inlands Södre härad, Bohuslän - Västra Hisings härad, Bohuslän - Vättle härad, Västergötland - Sävedals härad, Västergötland - Östra Hisings härad, Västergötland - Askims härad, Västergötland - Trollhättan 1896–1915 - Lilla Edet 1890–1950 - Lundby, Hisingen, Göteborg 1891–1905 - Hagen, Göteborg 1910–1921 - Långedrag, Göteborg 1907–1921 - Älvsborg, Göteborg 1922–1944 |  |

## Historia
De äldsta arkeologiska fynden vid Göta älv med anknytning till sjöfart är Äskekärrsskeppen. Det första av dessa hittades 1933 nordväst om Alafors i Starrkärrs församling, Ale kommun och var ett fraktfartyg, daterat till 930-talet. Fram till slutet av 1800-talet kantades Göta älvs stränder i Göteborg av stora vassbälten, som kallades stadsvassarna.

### Tullstationer
Före Freden i Roskilde 1658 utgjorde en kortare och en längre sträcka av älven riksgräns mellan Norge och Sverige: Dels från Kvillebäcken på Hisingen till strax söder om nuvarande Surte; dels från Viken, strax norr om nuvarande Bohus till Åkerströmsån, sydväst om nuvarande Trollhättan. I Ale härad fanns tullstationer vid Lödöse i Sankt Peders socken, Hamnen i Skepplanda socken och Viken i Nödinge socken. I Vättle härad fanns en vid Lärje i Angereds socken.
| Före mitten av 1200-talet var Göta älv skärningspunkt för alla de tre nordiska rikena. Redan tidigare hade älven varit en viktig handelsled, varför den också var en angelägenhet ur försvarssynpunkt. Se även Nordre älv och Göteborgs befästningar. - Ekholm, Slottsön, Trollhättan - Lödöse hus, Sankt Peders socken - Bohus fästning, Kungälvs församling - Gullbergs fästning, i nuvarande Stampen, Göteborg - Skansen Lejonet, Stampen - Lindholmens borg, i nuvarande Brämaregården, Hisingen, Göteborg - Skansen Kronan, Haga, Göteborg - Älvsborg, Kungsladugård, Göteborg - Rya Nabbe, Arendal, Göteborg - Nya Älvsborg, Aspholmarna, Långedrag, Göteborg | Se även Nordre älv och Göteborgs landerier. - Nygårds säteri, Västra Tunhems socken - Rånnums herrgård, Västra Tunhems socken - Torpa säteri, Fors socken - Ströms säteri, Hjärtums socken - Haneströms säteri, Fuxerna socken - Thorskogs herrgård, Västerlanda socken - Alvhems kungsgård, Skepplanda socken - Backa säteri, Nödinge socken - Stora Vikens herrgård, Nödinge socken - Södra Surte herrgård, Angereds socken -1935, därefter Nödinge socken. - Ellesbo herrgård, Rödbo socken, Hisingen, Göteborg - Lärjeholms herrgård, i primärområdet Gamlestaden, Göteborg - Bäckebols herrgård, i primärområdet Bäckebol, Hisingen, Göteborg - Sävenäs säteri, i primärområdet Gamlestaden, Göteborg - Hökälla säteri, i primärområdet Skogome, Hisingen - Lindholmens herrgård, i primärområdet Brämaregården, Hisingen - Lindholmens säteri, i primärområdet Brämaregården, Hisingen - Sannegårdens säteri, i primärområdet Eriksberg, Hisingen - Gathenhielmska egendomen, i primärområdet Stigberget, Göteborg - Älvsborgs Kungsladugård, i primärområdet Kungsladugård, Göteborg |  |

## Natur och geografi

### Jordskred
Huvudartikel: Jordskred
Det har inträffat minst 15 omfattande jordskred i Göta älv (med tillflöden) mellan 1150 och 1996, där det äldsta noterade skredet, det så kallade Jordfallet (fall = gammalt namn för skred) inträffade omkring år 1150 på älvens östra sida i Bohus. Skredet (60–65 ha) omfattade i stort hela nuvarande Bohus samhälle och skredkanten ligger cirka 1,5 kilometer från älvens strandlinje.
Det började emellertid luckras upp under 1300-talets första decennium.
För 800 år sedan låg havsytan cirka två meter högre än i dag (2006) och de båda älvgrenarna som omger Hisingen var snarare att betrakta som två havsfjordar. Någon gång i mitten av 1100-talet inträffade alltså Jordfallet, det mest dramatiska av alla ras i älven som man känner till. Plötsligt, på någon minut, täpptes det fem hundra meter breda sundet vid Bohus till, om inte helt så nästan. Bara en liten del av vattnet kunde ta vägen genom den östra älvarmen. Allt vatten från älven tvingades ut i Nordre älv, sannolikt med en flodvåg som följd.
E45 liksom järnvägen och EKA Chemicals AB ligger i dag på rasmassorna från Jordfallet.
Skreden är bland andra:
- 1648 Jordfallet vid Åkerström vid Intagan vid Åkerström söder om Trollhättan 27 ha, minst 85 personer omkom.
- 1690 (ca) Torpa strax norr om Slumpåns mynning cirka 8 ha.
- 1733 Ballabo, västra älvsstranden cirka 3 ha.
- 1750 (ca) Västerlanda socken, västra älvsstranden cirka 5 ha.
- 1759 norr om Ström, Lilla Edets kommun.
- 1806 Utby, cirka 4,5km norr om Hjärtums kyrka.
- 1830-talet Västerlanda socken, västra älvstranden > 5 ha.
- 1950 Surteraset, cirka 24 ha, 1 person omkom.
- 1953 Guntorpsraset, strandbanken sjönk med en längd av 60 m.
- 1957 Götaraset, cirka 32 ha, 3 personer omkom.
- 1977 Tuveraset, cirka 30 ha, 9 personer omkom.
- 1993 Agnesbergsskredet, skred, huvudsakligen under vatten 0,24 ha.
- 1996 Ballaboskredet, cirka 0,7 ha.

### Naturreservat
Invid och i älven finns flera naturreservat som förvaltas av Västkuststiftelsen.
- Brattorpsån
- Halle- och Hunnebergs platåer, Vänersborgs och Trollhättans kommuner
- Halle- och Hunnebergs rasbranter (Natura 2000), Vänersborgs och Trollhättans kommuner
- Älvrummet, Trollhättans kommun
- Åkerström, Trollhättans och Lilla Edets kommuner
- Svartedalen (Natura 2000), Lilla Edets och Kungälvs kommuner
- Lysegården (Natura 2000), Kungälvs kommun
- Tjurholmen, södra delen, Kungälvs kommun
- Dösebackaplatån (sydöst om Diseröd), Kungälvs kommun
- Marieberg, Kungälvs kommun
- Fontin, Kungälvs kommun
- Göta och Nordre älvs dalgångar (Natura 2000), Kungälvs och Göteborgs kommuner

### Öar
Se även Trollhätte kanal och Nordre älv.
Älvens största ö är Hisingen mellan Göta älv, Nordre älv och Kattegatt. Den näst största naturliga ön är Tjurholmen vid Romelanda. Flera öar har bildats när kanalerna anlagts. Några öar har sprängts bort i samband med kanalbyggena, medan andra har förbundits med fastlandet genom meandring och utfyllnad.
| - Huvudnäsön, Vänersborg - Näset, Västra Tunhems socken - Korsön, Trollhättan - Kolön, Trollhättan - Lövön, Trollhättan - Flintön, Trollhättan - Grötholmen, Trollhättan - Bockön, Trollhättan - Sågarön, Trollhättan - Slottsön, Trollhättan - Ljungön, Trollhättan - Långön, Trollhättan | - Hjulkvarnsholmen, Trollhättan - Spikön, fördelad på: - Mossberget, Trollhättan - Prästskedesholmen, Trollhättan - Malgön, Trollhättan - Gullön, Trollhättan - Toppön, Trollhättan - Sävholmen, Lilla edet - Ängsholmen, Sankt Peders socken - Bäcksholmen, Sankt Peders socken - Tjurholmen, Romelanda socken - Sävön (Sävtuvan), Kungälv - Aspholmarna, Långedrag, Göteborg |  |

### Tillflöden
Se även Nordre älv.
Tillflödenas namn och positioner kan hittas i Internetbaserade karttjänster.
Flera av de åar och bäckar som rinner ut i Göta älv är viktiga lokaler för den rödlistade flodpärlmusslan. Bland annat finns arten i Åkerströmsån och Grönån.
| - Bastån, Vänersborg (öst) - Stallbackaån, Trollhättan (öst) - Åkerströmsån, på gränsen mellan Trollhättan och Hjärtums socken (väst) - Slumpån, Fors socken (öst) - Sollumsån, Hjärtums socken (väst) - Brattorpsån, Hjärtums socken (väst) - Sannersbybäcken, Västerlanda socken (väst) - Västerlandaån, Västerlanda socken (väst) - Ryrsjöbäcken, Fuxerna socken (öst) - Torskogsbäcken, Västerlanda socken (väst) - Gårdaån (Ljudaån), Sankt Peders socken (öst) - Grönån, Skepplanda socken (öst) | - Solbergsån, Romelanda socken (väst) - Vallerån, Romelanda socken (väst) - Välabäcken, Romelanda socken (väst) - Hältorpsån, Starrkärrs socken (öst) - Nolån (Sköldsån), Starrkärrs socken (öst) - Hållsdammsbäcken (Nödingeån), Nödinge socken (öst) - Kungälvsbäcken, Kungälv (väst) - Lärjeån, Gamlestaden, Göteborg (öst) - Säveån, på gränsen mellan Gamlestaden och Olskroken, Göteborg (öst), - Mölndalsån, på gränsen mellan Gamlestaden och Olskroken, Göteborg (öst) - Kvillebäcken, Brämaregården, Hisingen, Göteborg (väst) |  |

### Sjöar
Några större sjöar med avrinning i Göta älv.
Sjöarnas namn och positioner kan hittas i Internetbaserade karttjänster.
- Hullsjön, Stallbackaån, Vänersborgs och Trollhättans kommuner
- Gravlången, Slumpån, Lilla Edets och Trollhättans kommuner
- Vanderydsvattnet, Slumpån, Lilla Edets och Trollhättans kommuner
- Anten, Säveån, Alingsås kommun
- Mjörn[54], Säveån, Lerums och Alingsås kommuner
- Färgen, Säveån, Alingsås kommun
- Sävelången, Säveån, Lerums kommun
- Aspen, Säveån, Lerums kommun och Partille kommun
- Ömmern, Säveån, Alingsås och Bollebygds kommuner
- Östra Nedsjön, Mölndalsån, Bollebygds kommun
- Västra Nedsjön, Mölndalsån, Härryda och Bollebygds kommuner
- Landvettersjön (Gröen), Mölndalsån, Härryda kommun
- Rådasjön, Mölndalsån, Mölndals och Härryda kommuner